# 安格巴赫河 (安珀河支流)
47°44′46″N 11°13′08″E / 47.74602°N 11.21893°E

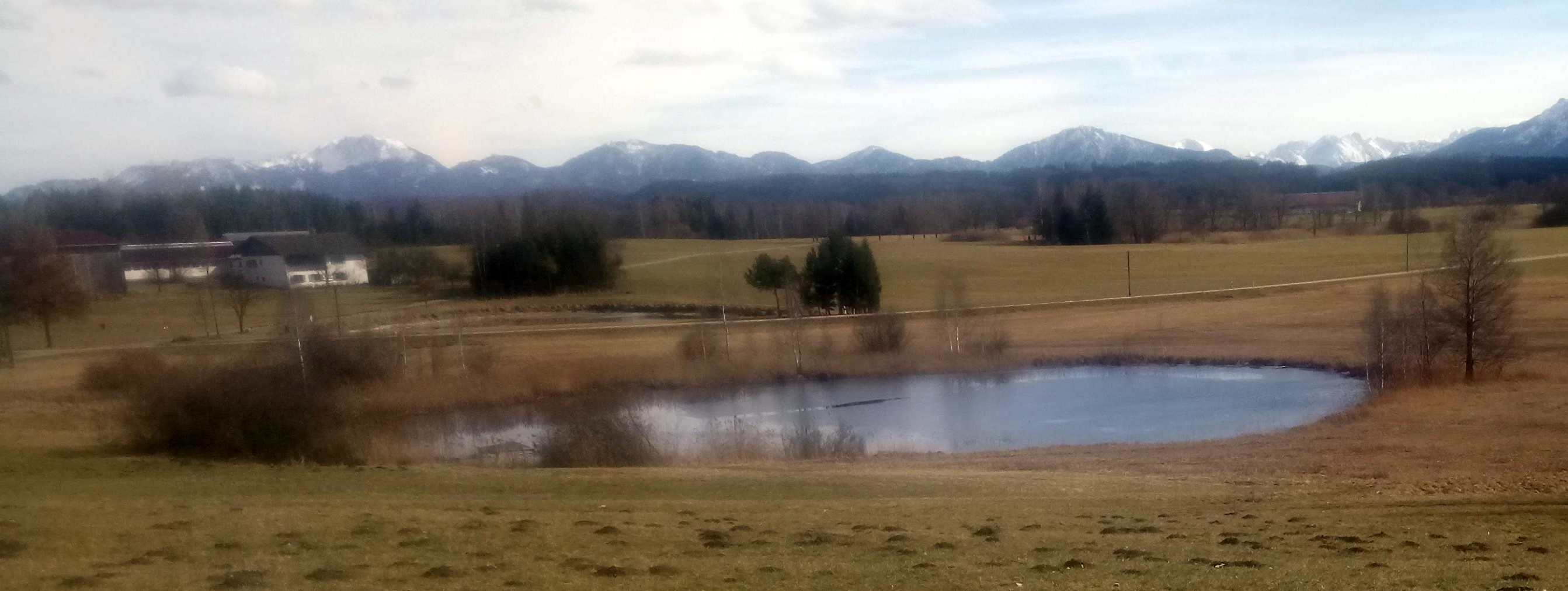

安格巴赫河（德語：Angerbach），是德國的河流，位於該國東南部，由巴伐利亞負責管轄，屬於安珀河的右支流，河道全長15.4公里，流域面積34.83平方公里。